# Philipp Jacob Beumer

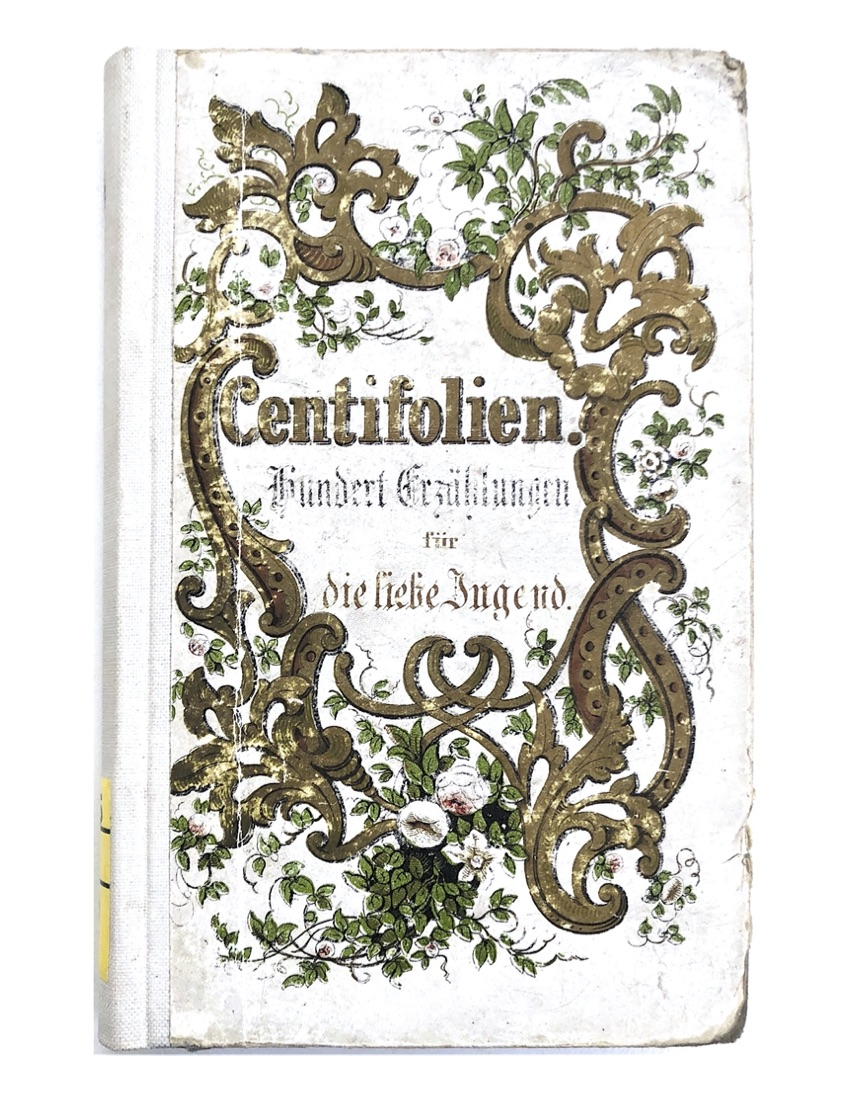
Centifolien. Hundert Erzählungen für die liebe Jugend.

Philipp Jacob Beumer (* 31. August 1809 in Homberg/Niederrhein; † 7. Dezember 1885 in Wackenbach/Wesel) war ein deutscher Lehrer und Jugendbuchautor.

## Leben
Nach seiner Lehrerausbildung in Düsseldorf, wurde er Hilfslehrer an einer Landschule. 1830 trat er in Diesterwegs Schullehrseminar in Moers ein. Ab 1834 arbeitete er als Lehrer in Gartrop und ab 1845 in Obrighoven. Im Jahre 1835 wurde er mit dem Verleger Bagel bekannt und veröffentlichte in Zusammenarbeit mit diesem fast ausschließlich dort sein umfangreiches jugendliterarisches Œuvre. Beumer hat auch eine kurze Lebensbeschreibung über Friedrich Wilhelm III. von Preußen verfasst.
Er veröffentlichte moralische, historische und biografische Erzählungen; Liedersammlungen, Märchen, Bilderbücher; Schriften zur Sachbelehrung (Naturgeschichte, Geographie, Geschichte), zur Sprache, Deklamation und Schönschreibkunst; eine Zeichenlehre, religiöse Werke. Vor allem aber Lesebücher. Er fungierte als Herausgeber verschiedener Serienwerke und einer Jugendzeitschrift.
In der Bibliothek Theodor Storms befand sich auch ein Exemplar der von Beumer bearbeiteten Populären Naturgeschichte der drei Reiche, mit besonderer Beziehung auf das praktische Leben. Ein belehrendes Handbuch für Erwachsene und für die reifere Jugend von 1866.

## Werke (Auswahl)
- Der kleine Sänger am Claviere. 60 Lieder mit Begleitung des Claviers in progressiver Anordnung, der singlustigen Jugend gewidmet. Vogel Verlag, Wesel 1845.[5]
- Wanderung durch den zoologischen Garten. Dargestellt in naturgetreuen Abbildungen der Thiergruppen des Zoologischen Gartens zu Berlin; auf 20 Tafeln, gezeichnet vom Maler Bernhardt und durch Text erl. von P. J. Beumer. Bagel, Wesel ca. 1850.
- Centifolien. Hundert Erzählungen für die liebe Jugend. Hrsg. von P. J. Beumer. Bagel, Wesel um 1850.
- Ein Buch für Freistunden, der Jugend zur Unterhaltung und Belehrung. Gewidmet von P. J. Beumer. Mit 16 Steinzeichnungen. Bagel, Wesel 1858.
- Der Feierabend oder Lohn des Fleißes, in lehrreichen Erzählungen. Der Jugend gewidmet von P. J. Beumer. Bagel, Wesel ca. 1860.
- Populäre Naturgeschichte der drei Reiche, mit besonderer Beziehung auf das praktische Leben. Ein belehrendes Handbuch für Erwachsene und für die reifere Jugend. Bearb. und hrsg. von P. J. Beumer. Bagel, Wesel 1861 (eingeschränkte Vorschau der 5. Auflage in der Google-Buchsuche).
- Das größte und schönste Bilderbuch. 80 bunte Bilder, erklärt durch Erzählungen, Gedichtchen und Sprüche … für das erste Jugendalter [mit „Br.“ unterzeichnete Gedichte und Erzählungen von P. J. Beumer]. Bagel, Wesel ca. 1870, DNB 994228554 (17 Bl.).
- Neue Fabel-Bilder in schönstem Farbendruck für brave Kinder, erklärt durch lehrreiche Gedichte. Bagel, Wesel 1870.